# NGC 4025
NGC 4025 este o galaxie spirală situată în constelația Ursa Mare. A fost descoperită în 17 martie 1787 de către William Herschel. Se află la o distanță de 32,81 de megaparseci de Pământ.